# Subida al Naranco
Subida al Naranco (dt. Anstieg nach Naranco) war ein spanisches Straßenradrennen.
Das Rennen wurde 1941 zum ersten Mal ausgetragen und fand seitdem mit Unterbrechungen jährlich im Mai statt. Austragungsort war die Gegend rund um den Schlussanstieg Monte Naranco bei Oviedo in der spanischen Provinz Asturien. Seit 2005 zählte das Eintagesrennen zur UCI Europe Tour und war in die Kategorie 1.1 eingestuft. Rekordsieger ist der Spanier Fermín Trueba, der das Rennen als einziger Fahrer dreimal für sich entscheiden konnte.
Von 2011 bis 2013 wurde die Subida als Etappe der Asturien-Rundfahrt ausgetragen.

## Sieger
| - 2013 Javier Moreno - 2012 Rémy Di Gregorio - 2011 Tino Zaballa - 2010 Santiago Pérez - 2009 Romain Sicard - 2008 Xavier Tondo - 2007 Koldo Gil - 2006 Fortunato Baliani - 2005 Rinaldo Nocentini - 2004 Iban Mayo - 2003 Leonardo Piepoli - 2002 Gonzalo Bayarri - 2001 Claus Michael Møller - 2000 José Luis Rubiera - 1999 Santiago Blanco - 1998 José Luis Rubiera - 1997 Roberto Heras | - 1996 Francisco Javier Mauleón - 1995 Abraham Olano - 1994 José Manuel Uría - 1993 Jesús Montoya - 1992 Tony Rominger - 1991 Juan Carlos Romero - 1990 Laudelino Cubino - 1989 Peter Hilse - 1988 Marino Alonso - 1987 Peter Hilse - 1986 Marino Lejarreta - 1985 Alirio Chizabas - 1984 Vicente Belda - 1983 Vicente Belda - 1982 Álvaro Pino - 1981 Marino Lejarreta | - 1967–1980 nicht ausgetragen - 1966 Domingo Perurena - 1965 Joaquín Galera - 1964 Federico Bahamontes - 1963 Antonio Karmany - 1962 Raúl Rey - 1961 Antón Barrutia - 1960 Antonio Karmany - 1948–1959 nicht ausgetragen - 1947 Jesús Loroño - 1946 Fermín Trueba - 1945 Fermín Trueba - 1944 Dalmacio Langarica - 1943 Delio Rodríguez - 1942 Fermín Trueba - 1941 Ulpiano Menéndez |